# Alfred Patusset
Armand Alfred Patusset, né le 17 novembre 1853 dans l'ancien 5e arrondissement de Paris et mort le 20 mars 1924 dans le 13e arrondissement, est un compositeur, chef d'orchestre et arrangeur français.

## Biographie
Fils de musicien, Alfred Patusset entre au Conservatoire national supérieur de musique et de danse de Paris où il remporte une deuxième médaille de solfège en juillet 1869 puis une première médaille en 1870.
D'abord chef des chœurs au théâtre des Menus-Plaisirs en 1873 et sous-chef d'orchestre à l'Alcazar en 1885, il devient chef d'orchestre des théâtres Déjazet et Beaumarchais puis des concerts de l'Alcazar, de l'Eden-Concert, de la Scala, de l'Hippodrome et de Ba-Ta-Clan avant de terminer sa carrière aux Folies Bergère à partir de janvier 1901.
Connu également sous les pseudonymes de Saint-Amand et de Fred Wardal, on lui doit les musiques d'environ soixante chansons sur des paroles, entre autres, de Henri Darsay, Adolphe Jost, Eugène Rimbault, Victor de Cottens ou Eugène Héros, ainsi que des valses, des marches et de nombreuses musiques de scène.
Mort à l'âge de 70 ans, Alfred Patusset est inhumé au cimetière du Père-Lachaise. Son fils Raoul Patusset (1876-1956), banquier de profession, sera aussi acteur, auteur dramatique et administrateur de théâtre.

## Œuvres
Musique d'opérette
- 1875 : L'Emballage d'Arthur, opérette en 1 acte, livret de Georges Talray, au théâtre Déjazet (26 mai)
- 1881 : Nos belles petites, fantaisie en 4 actes et 4 tableaux, livret d'Amédée de Jallais et Iginio Manzoni[10], musique d'Alfred Patusset et Marc Chautagne, au théâtre Déjazet (2 juin)
- 1886 : Lohengrin à l'Alcazar, parodie en 1 acte et 3 tableaux de l'opéra de Richard Wagner, livret de Louis Le Bourg et Henri Boucherat, à l'Alcazar d'Hiver (26 février)
- 1889 : La Reine de Mysotutu, opérette à grand spectacle en 1 acte, livret d'Octave Pradels et Celmar, à la Scala (17 janvier)
- 1890 : Le Pensionnat Chamerlan, opérette en 1 acte, livret de Julien Sermet[11] et Ernest Lévy, au Concert de l'Horloge (7 juin)
- 1891 : La Mariée de Mézidon, opérette en 3 actes, livret de Julien Sermet et Louis Battaille, au Concert de la Scala (29 août)
- 1891 : Lohengrin II, ou Lohengrin à l'Edorado, parodie en 1 acte de l'opéra de Richard Wagner, livret de Julien Sermet et Henri Boucherat, à l'Eldorado (14 novembre)
- 1894 : Tahïs, opéra-parodie comique à grand tralala, livret de Louis Battaille et Léon Garnier, au Concert de Ba-Ta-Clan (2 septembre)
- 1895 : La Belle aux taureaux, opérette méridionale en 1 acte, livret de Eugène Héros et Léon Garnier, à Ba-Ta-Clan (15 septembre) puis au Concert européen (6 mars 1896). Reprise au théâtre de l'Horloge à Lyon en juin 1896.

Musique de scène
- 1874 : La Comète à Paris, revue en 3 actes et 10 tableaux d'Hector Monréal et Henri Blondeau, musique d'Alfred Patusset, Marc Chautagne et Robert Planquette, au théâtre Déjazet (5 décembre)[12]
- 1881 : Les Toquades de Fifrelin, vaudeville en 3 actes et 4 tableaux de Saint-Agnan Choler, au théâtre Beaumarchais (18 novembre)
- 1885 : Théodora à Montluçon, parodie en 1 acte et 8 tableaux de Guillaume Livet et Henri Boucherat, à l'Alcazar d'Hiver (7 février)
- 1886 : En revenant de la revue !, revue de l'année 1886 en 2 tableaux de Louis Le Bourg, à l'Alcazar d'Hiver (novembre)[13]
- 1887 : Il reviendra !, revue de l'année 1887 en 3 tableaux de Guillaume Livet et Amédée de Jallais, à l'Alcazar d'Hiver (19 novembre[14])
- 1887 : Vlan ! Touché !, revue en 1 acte d'Henry Buguet, au Casino des Arts de Lyon (21 décembre)
- 1888 : Tout autour de la Tour, revue en 1 acte et 2 tableaux de Louis Battaille et Julien Sermet, à la Scala (22 novembre)
- 1889 : L'Enfer des revues, revue des revues à grand spectacle en 1 acte et 2 tableaux de Louis Battaille et Julien Sermet, à la Scala (28 février)
- 1889 : Pousse-pousse, revue en 1 acte de Louis Battaille et Julien Sermet, à la Scala (1er décembre)
- 1890 : Le Diable au couvent, vaudeville en 1 acte de Celmar et Eugène Hugot, à la Scala (1er février) puis au Concert de l'Époque[15]
- 1890 : Bob et son pion, vaudeville en 1 acte de Louis Battaille et Julien Sermet, à la Scala (4 octobre)
- 1890 : Les Paris de Paris, revue fantaisiste de l'année 1890 en 1 acte et 3 tableaux de Louis Battaille et Julien Sermet, à la Scala (12 novembre)
- 1891 : Les Surprises du Carnaval, folie carnavalesque en 1 acte d'Eugène Hugot, à la Scala (7 février)
- 1892 : Blagsonn and C°, fantaisie acrobatique de Paul Meyan et Arthur Verneuil[16], à la Scala (2 avril)
- 1892 : Mon camarade, vaudeville de Louis Battaille et Julien Sermet, à la Scala (12 novembre)
- 1892 : Cambriolons, revue de l'année 1892 de Louis Battaille et Julien Sermet, à la Scala (23 décembre)
- 1893 : Lysistata, revue en 2 actes et 7 tableaux de Louis Battaille et Julien Sermet, à la Scala (8 avril) puis au Concert de Ba-Ta-Clan (5 mai)
- 1893 : À la papa, revue en 2 actes et 4 tableaux d'Armand Numès et Marc Sthemer, à l'Eldorado (4 décembre)
- 1894 : Chadi, bouffonnerie en 1 acte de Raoul Donval, à l'Eldorado (3 février)
- 1894 : Ah ! la Gui... la Gui... la Guillotière !, revue locale en 2 actes de Raoul Cinoh, Victor Gourraud et Francisque Verdellet, à l'Eldorado de Lyon (27 juillet)[17]
- 1895 : L'Ile d'amour, pantomime en 1 acte de Léon Garnier, au Concert de Ba-Ta-Clan (14 décembre)
- 1896 : Paris-Revue, revue en 4 tableaux de Léon Garnier et Fernand Beissier[18], à Ba-Ta-Clan (23 janvier)
- 1896 : La Queue du diable, pièce fantastique en 2 actes de Léon Garnier et Eugène Héros, à Ba-Ta-Clan (16 octobre)
- 1896 : Les Protocoleries de l'année, revue en 2 actes et 6 tableaux de Victor de Cottens et Paul Gavault, à Ba-Ta-Clan (26 novembre)
- 1897 : La Tziganie dans les ménages, folie carnavalesque en 1 acte et 2 tableaux d'Eugène Héros et Adolphe Jost, à Ba-Ta-Clan (23 mars)
- 1902 : La Revue des Folies Bergère, revue en 14 tableaux de Victor de Cottens, au théâtre des Folies Bergère (31 décembre)
- 1904 : La Revue des Folies Bergère, revue en 15 tableaux de Victor de Cottens, au théâtre des Folies Bergère (31 décembre)
- 1906 : La Revue des Folies Bergère, féerie-revue en 14 tableaux de Victor de Cottens, au théâtre des Folies-Bergère (15 décembre)
- 1907 : Pretty Madge, fantaisie en 6 tableaux de Léon Gandillot et Joseph Leroux, au théâtre des Folies Bergère (2 avril)
- 1907 : La Revue des Folies Bergère, revue en 17 tableaux de P.-L. Flers, au théâtre des Folies Bergère (24 décembre)
- 1908 : La Revue des Folies Bergère, revue franco-anglaise en 25 tableaux de P.-L. Flers, au théâtre des Folies Bergère (5 décembre)
- 1909 : La Revue des Folies Bergère, revue en 31 tableaux de P.-L. Flers et Eugène Héros, au théâtre de Folies Bergère (5 décembre)
- 1915 : Jusqu'au bout !, grande revue d'hiver en 25 tableaux de Georges Arnould, au théâtre des Folies Bergère (31 décembre)
- 1916 : À la parisienne, grande revue de printemps en 25 tableaux de M. Lerouchand, au théâtre des Folies Bergère (10 mars).

Musique de ballet
- 1901 : La Tzigane, pantomime en 2 actes de Staw, chorégraphie de Mariquita, au théâtre des Folies Bergère (8 mai)
- 1901 : Une Noce auvergnate, ballet, chorégraphie de Mariquita, au théâtre des Folies Bergère (13 septembre)

## Distinctions
- Officier d'Académie (arrêté du ministre de l'Instruction publique et des Beaux-Arts du 31 décembre 1904)[19].
- Officier de l'Instruction publique (arrêté du ministre de l'Instruction publique et des Beaux-Arts du 27 novembre 1909)[20].